# Hold Your Fire
Hold Your Fire (en español: Alto Al Fuego) es el título del duodécimo álbum grabado en estudio por la agrupación canadiense de rock progresivo Rush, editado simultáneamente en formatos LP, CD y casete. Grabado con la tecnología digital más avanzada de la época, alcanzó la categoría de disco de oro en ventas el 9 de noviembre de 1987, siendo el primer álbum de Rush que no logra alcanzar un puesto entre los 10 primeros -llegó al número 13- en la lista de popularidad "Billboard 200" desde "Hemispheres" (1978). Como es costumbre en el estilo de Rush, Hold Your Fire también puede significar "no me dispares" en idioma inglés, formando un juego de palabras alrededor del tema principal del álbum: el tiempo.

## Estilo
Aunque Hold Your Fire utiliza en su sonido casi tantos sintetizadores como su predecesor, "Power Windows", la guitarra de Alex Lifeson tiende a tener mayor presencia en este álbum, con solos y frases más definidos. Se tiende a denominar este álbum como un punto de llegada de Rush en la ruta de exploración de las capacidades de la electrónica y los sintetizadores.
En términos de composición artística, este álbum es una perfecta continuación del anterior, en la búsqueda de nuevos territorios musicales. El tema Tai Shan, por ejemplo, tiene significativas influencias del lejano oriente (La canción habla de la montaña del mismo nombre, ya que Peart escribió la letra en la cima de este). Time Stand Still presenta una completa novedad: por primera vez en la historia de Rush, concurre un vocalista invitado a las grabaciones del álbum: Aimee Mann, bajista, cantante y compositora -perfecta contraparte de Geddy Lee- de la banda Til Tuesday fue invitada para dar un sonido diferente, en un álbum caracterizado por sonidos diferentes. 
Muchos seguidores de la banda se mostraron un tanto decepcionados por este giro en la sonoridad, pero como documento histórico, Hold Your Fire es el reflejo de una banda en la búsqueda del virtuosismo y la exploración de tendencias completamente ajenas a sus orígenes. La exactitud en la percusión, obra de Neil Peart y los complejos arreglos en bajo, con la adición de una rica orquestación sinfónica, marcan la pauta de la tendencia de Rush a finales de los años 80.
Como curiosidad y de manera fiel a su estilo, Rush compuso el tema Force Ten (el nombre se debe a que ya tenían grabados los otros nueve temas) en los dos últimos días del calendario de grabación fijado por el productor, Peter Collins. Force Ten (que se convertiría en el tema de apertura del álbum) llegó al número 3 en la lista de popularidad "Mainstream Rock Tracks" en 1987.

## Lista de canciones
Lado A
1. "Force Ten" (4:28)
2. "Time Stand Still" (5:07)
3. "Open Secrets" (5:37)
4. "Second Nature" (4:35)
5. "Prime Mover" (5:19)

Lado B
1. "Lock and Key" (5:08)
2. "Mission" (5:15)
3. "Turn the Page" (4:53)
4. "Tai Shan" (4:14)
5. "High Water" (5:32)

## Video
Time Stand Still y Lock and Key fueron realizadas con video musical para apoyar la promoción del álbum en la televisión, principalmente a través del canal MTV. Ambos videos aparecen en la compilación "Chronicles", en formato VHS (1990) y DVD (2004).

## Músicos
- Geddy Lee: Voz, Bajo, Sintetizadores y Pedales
- Alex Lifeson: Guitarras eléctricas y acústicas
- Neil Peart: Batería, percusión acústica y electrónica
- Aimee Mann: Voz en Time Stand Still y sampler de risa en Force Ten
- Andy Richards: Sintetizadores y programación
- Steven Margoshes: Arreglos y dirección de orquesta de cuerdas, grabada en los Estudios McClear Place de Toronto, Canadá

- Datos: Q918618